# SIBOR
SIBORは、Singapore Interbank Offered Rate（シンガポール銀行間貸出金利）の略で、シンガポールドルの指標金利の一つ。
シンガポール銀行協会が毎営業日の午前11時半に発表している。

## 諸元
期間
公表対象期間は以下の4種類である。2ヶ月と9ヶ月は2013年9月を最後に廃止された。
- 1か月
- 3か月
- 6か月
- 12か月

日数計算
Actual/365